# Вільям Чарлз Шкурла
Ві́льям Чарлз Шку́рла (англ. William Charles Skurla; нар. 1 червня 1956, Дулут) — митрополит Пітсбурзький Русинської греко-католицької церкви з 2012 року.

## Біографічні відомості
Народився 1 червня 1956 року в місті Дулут, штат Міннесота. Початкову й середню освіту здобув у католицьких і державних школах рідного міста. Навчався в Колумбійському університеті в Нью-Йорку, де здобув ступінь бакалавра в 1981 році. Згодом навчався в семінарії Непорочної Діви Марії в Нортгемптоні, штат Пенсільванія, де здобув ступінь магістра богослов'я.
Вступив до францисканського ордену, в якому 23 травня 1987 року прийняв священниче рукоположення. Виконував завдання директора покликань у францисканському монастирі Успіння Пресвятої Богородиці візантійського обряду в Сайбертсвілл, Пенсильванія.
1 листопада 1993 року він отримав звільнення з чернечих обітів у францисканському ордені й був приписаний до єпархії Ван-Найза Русинської греко-католицької церкви. Був парохом церкви святої Меланії в Тусоні, Аризона, і членом колегії єпархіальних радників.
19 лютого 2002 року Папа Римський Іван Павло II призначив Вільяма Шкурлу єпископом Ван-Найза Русинської греко-католицької церкви. Єпископська хіротонія відбулася 23 квітня того ж року (головним святителем був єпископ Пассаїка Ендрю Патакі, а співсвятителями — тодішній єпископ Парми (пізніший митрополит Пітсбузький) Безіл Шотт і єпископ-емерит Ван-Найза Джордж Кузьма).
6 грудня 2007 року Папа Бенедикт XVI призначив його єпископом Пассаїка. Введений на престол єпархії Пассаїка 29 січня 2008 року.
Після смерті митрополита Шотта єпископ Шкурла виконував обов'язки адміністратора Русинської греко-католицької церкви. 19 січня 2012 року Папа призначив його митрополитом Пітсбурзьким. Урочисте введення на престол Пітсбурзької архієпархії відбулося 18 квітня того ж року.